# Cascina Lanfroia
La cascina Lanfroia è una cascina posta nel territorio del comune lombardo di Massalengo, a nordest del centro abitato.
Fino al 1841 costituì un comune autonomo.

## Storia
La località anticamente comprendeva la frazione Priora per un totale di 72 abitanti.
In età napoleonica, 1809, Lanfroia divenne frazione di Massalengo.
Recuperò l'autonomia con la costituzione del Regno Lombardo-Veneto, 1815, e fu inserita nel distretto di Borghetto della provincia di Lodi e Crema.
Il governo austriaco tornò sui suoi passi il 22 gennaio 1841 e soppresse nuovamente e definitivamente il comune annettendolo a Motta Vigana. Nel 1879 Motta Vigana fu poi aggregata a Massalengo.